# Коттонвуд (Айдахо)
Коттонвуд (англ. Cottonwood) — місто в окрузі Айдахо, штат Айдахо, США. Населення — 822 особи (2020).

## Історія
Коттонвуд було засноване в 1862 році з відкриттям проміжної станції. В 1877 році поблизу Коттонвуда велися бойові дії між індіанцями племені Ні-персі, незадоволеними прийняттям гомстед-акта, і з'єднаннями армії США (Війна не-персе).

## Географія та клімат
Коттонвуд розташований за координатами 46°3′4″ пн. ш. 116°20′59″ зх. д. / 46.05111° пн. ш. 116.34972° зх. д. (46.051054, -116.349826), у північно-західній частині округу Айдахо. За даними Бюро перепису населення США в 2010 році місто мало площу 2,18 км², уся площа — суходіл.
Висота центральної частини міста становить 1 066 м.  Місто розташоване на шосе US 95, при місті є аеропорт.

### Клімат
| Клімат : Коттонвуд      | Клімат : Коттонвуд | Клімат : Коттонвуд | Клімат : Коттонвуд | Клімат : Коттонвуд | Клімат : Коттонвуд | Клімат : Коттонвуд | Клімат : Коттонвуд | Клімат : Коттонвуд | Клімат : Коттонвуд | Клімат : Коттонвуд | Клімат : Коттонвуд | Клімат : Коттонвуд | Клімат : Коттонвуд |
| Показник                | Січ.               | Лют.               | Бер.               | Квіт.              | Трав.              | Черв.              | Лип.               | Серп.              | Вер.               | Жовт.              | Лист.              | Груд.              | Рік                |
| Абсолютний максимум, °C | 13,3               | 17,8               | 22,2               | 28,3               | 30,0               | 33,3               | 37,2               | 36,7               | 34,4               | 30,6               | 20,0               | 14,4               | 37,2               |
| Середній максимум, °C   | 2,0                | 4,3                | 8,2                | 12,3               | 16,4               | 20,7               | 26,1               | 26,4               | 21,4               | 14,1               | 5,7                | 1,7                | 13,3               |
| Середній мінімум, °C    | −4,7               | −3,3               | −1,1               | 1,7                | 5,2                | 8,8                | 12,8               | 12,6               | 8,7                | 3,4                | −1,7               | −4,9               | 3,1                |
| Абсолютний мінімум, °C  | −23,9              | −28,9              | −15,6              | −7,8               | −4,4               | 0,0                | −0,6               | 0,0                | −3,9               | −12,8              | −20,6              | −27,8              | −28,9              |
| Норма опадів, мм        | 46                 | 36                 | 48                 | 59                 | 78                 | 65                 | 34                 | 30                 | 30                 | 38                 | 54                 | 45                 | 562                |
| Днів з опадами          | 12                 | 10                 | 13                 | 13                 | 15                 | 12                 | 6                  | 6                  | 6                  | 9                  | 13                 | 12                 | 127,0              |
| ----------------------- | ------------------ | ------------------ | ------------------ | ------------------ | ------------------ | ------------------ | ------------------ | ------------------ | ------------------ | ------------------ | ------------------ | ------------------ | ------------------ |
| Джерело: WRCC           |                    |                    |                    |                    |                    |                    |                    |                    |                    |                    |                    |                    |                    |

## Демографія

### Перепис 2010 року
Згідно з переписом 2010 року, у місті проживало 900 осіб у 363 домогосподарствах у складі 240 родин. Густота населення становила 413,7 особи/км². Було 392 помешкання, середня густота яких становила 180,2/км². Расовий склад міста: 97,1 % білих, 0,9 % афроамериканців, 0,3 % індіанців, 0,2 % азіатів, 0,1 % тихоокеанських остров'ян, 0,4 % інших рас, а також 0,9 % людей, які зараховують себе до двох або більше рас. Іспанці і латиноамериканці незалежно від раси становили 0,9 % населення.
Із 363 домогосподарств 31,4 % мали дітей віком до 18 років, які жили з батьками; 52,9 % були подружжями, які жили разом; 10,5 % мали господиню без чоловіка; 2,8 % мали господаря без дружини і 33,9 % не були родинами. 28,7 % домогосподарств складалися з однієї особи, у тому числі 17,1 % віком 65 і більше років. В середньому на домогосподарство припадало 2,43 мешканця, а середній розмір родини становив 3,05 особи.
Середній вік жителів міста становив 43,2 року. Із них 26,6 % були віком до 18 років; 7,3 % — від 18 до 24; 18,6 % від 25 до 44; 29 % від 45 до 64 і 18,4 % — 65 років або старші. Статевий склад населення: 48,1 % — чоловіки і 51,9 % — жінки.
Середній дохід на одне домашнє господарство  становив 45 707 доларів США (медіана — 36 813), а середній дохід на одну сім'ю — 50 925 доларів (медіана — 44 519). Медіана доходів становила 41 250 доларів для чоловіків та 24 063 долари для жінок. За межею бідності перебувало 23,9 % осіб, у тому числі 33,0 % дітей у віці до 18 років та 11,5 % осіб у віці 65 років та старших.
Цивільне працевлаштоване населення становило 456 осіб. Основні галузі зайнятості: освіта, охорона здоров'я та соціальна допомога — 16,2 %, роздрібна торгівля — 13,2 %, виробництво — 12,3 %.

### Перепис 2000 року
Згідно з переписом 2000 року, у місті проживало 944 особи у 364 домогосподарствах у складі 242 родин. Густота населення становила 439,1 особи/км². Було 398 помешкань, середня густота яких становила 185,1/км². Расовий склад населення станом на 2000:
- білі — 98,0 %;
- індіанці — 0,6 %;
- азіати — 0,4 %;
- дві і більше раси — 1,0 %;
- Іспанці і латиноамериканці незалежно від раси — 0,42 %.

Із 364 домогосподарств 34,6 % мали дітей віком до 18 років, які жили з батьками; 54,7 % були подружжями, які жили разом; 8,2 % мали господиню без чоловіка, і 33,5 % не були родинами. 28,8 % домогосподарств складалися з однієї особи, у тому числі 15,4 % віком 65 і більше років. В середньому на домогосподарство припадало 2,51 мешканця, а середній розмір родини становив 3,14.
Віковий склад населення: 29,7 % віком до 18 років, 6,3 % від 18 до 24, 24,6 % від 25 до 44, 21,5 % від 45 до 64 і 18,0 % років і старші. Середній вік жителів — 39 року. Статевий склад населення: 48,5 % — чоловіки і 51,5 % — жінки.
Середній дохід домогосподарств у місті становив US$34 167, родин — $39 625. Середній дохід чоловіків становив $30 833 проти $20 833 у жінок. Дохід на душу населення в місті був $15 003. Близько 5,8 % родин і 10,7 % населення загалом перебували за межею бідності, включаючи 6,7 % віком до 18 років і 6,2 % від 65 і старших.

## Пам'ятки
У Коттонвуді розташований популярний готель «Dog Bark Park Inn — Bed & Breakfast» (англ. Готельний Комплекс Собачий Лай — Нічліг та Сніданок), побудований у вигляді 12-футового бігля.